# Bezdan
Bezdan (izvirno srbsko Бездан; madžarsko Bezdán) je naselje v Srbiji, ki upravno spada pod Mesto Sombor; slednja pa je del Zahodnobačkega upravnega okraja.

## Demografija
V naselju, katerega izvirno (srbsko-cirilično) ime je Бездан, živi 4293 polnoletnih prebivalcev, pri čemer je njihova povprečna starost 42,2 let (40,2 pri moških in 44,1 pri ženskah). Naselje ima 1990 gospodinjstev, pri čemer je povprečno število članov na gospodinjstvo 2,64.
Prebivalstvo je večinoma nehomogeno, a v času zadnjih treh popisov je opazno zmanjšanje števila prebivalcev.
|  |

| Demografija | Demografija     | Demografija     |
| Leto        | Št. prebivalcev | Št. prebivalcev |
| ----------- | --------------- | --------------- |
|             |                 |                 |
|             |                 |                 |
|             |                 |                 |
|             |                 |                 |
| 1948        | 6691            |                 |
| 1953        | 6681            |                 |
| 1961        | 6813            |                 |
| 1971        | 6427            |                 |
| 1981        | 6085            |                 |
| 1991        | 5472            | 5270            |
| 2002        | 5507            | 5263            |
|             |                 |                 |

| Etnična sestava po popisu iz leta 2002 | Etnična sestava po popisu iz leta 2002 | Etnična sestava po popisu iz leta 2002 | Etnična sestava po popisu iz leta 2002 | Etnična sestava po popisu iz leta 2002 |
| -------------------------------------- | -------------------------------------- | -------------------------------------- | -------------------------------------- | -------------------------------------- |
| Madžari                                | Madžari                                |                                        | 2.983                                  | 56,67%                                 |
| Srbi                                   | Srbi                                   |                                        | 1.256                                  | 23,86%                                 |
| Hrvati                                 | Hrvati                                 |                                        | 424                                    | 8,05%                                  |
| Jugoslovani                            | Jugoslovani                            |                                        | 141                                    | 2,67%                                  |
| Romi                                   | Romi                                   |                                        | 50                                     | 0,95%                                  |
| Črnogorci                              | Črnogorci                              |                                        | 25                                     | 0,47%                                  |
| Nemci                                  | Nemci                                  |                                        | 20                                     | 0,38%                                  |
| Muslimani                              | Muslimani                              |                                        | 15                                     | 0,28%                                  |
| Bunjevci                               | Bunjevci                               |                                        | 11                                     | 0,20%                                  |
| Romuni                                 | Romuni                                 |                                        | 9                                      | 0,17%                                  |
| Slovaki                                | Slovaki                                |                                        | 5                                      | 0,09%                                  |
| Bolgari                                | Bolgari                                |                                        | 4                                      | 0,07%                                  |
| Slovenci                               | Slovenci                               |                                        | 3                                      | 0,05%                                  |
| Rusi                                   | Rusi                                   |                                        | 3                                      | 0,05%                                  |
| Bošnjaki                               | Bošnjaki                               |                                        | 2                                      | 0,03%                                  |
| Makedonci                              | Makedonci                              |                                        | 1                                      | 0,01%                                  |
| Neznano                                | Neznano                                |                                        | 13                                     | 0,24%                                  |